# Bandy

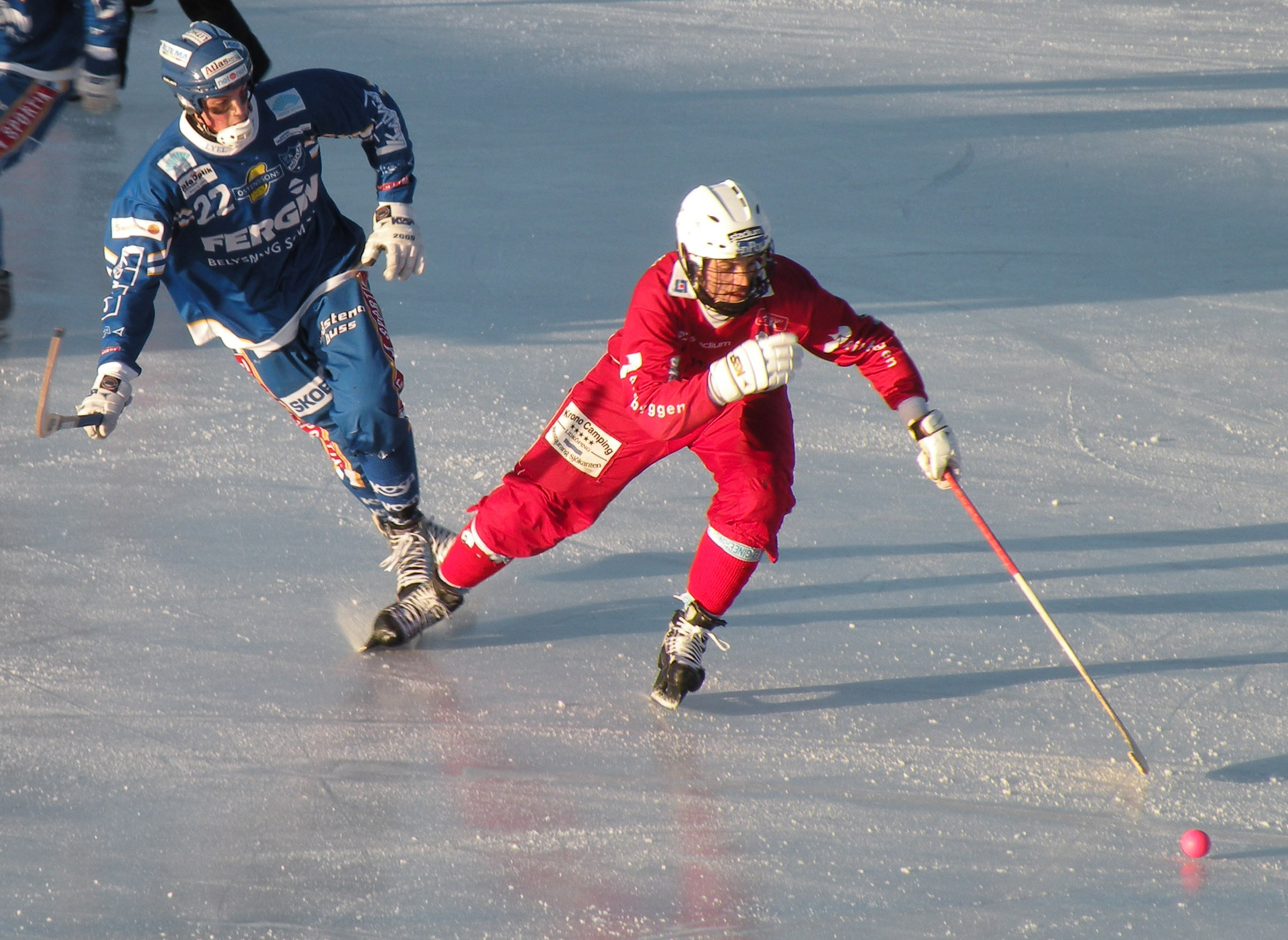
Bandy

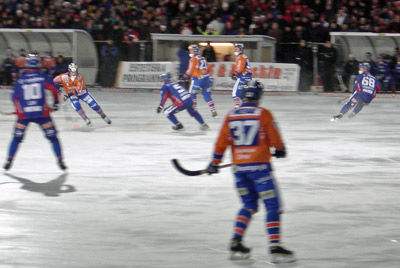
Een bandywedstrijd in Zweden

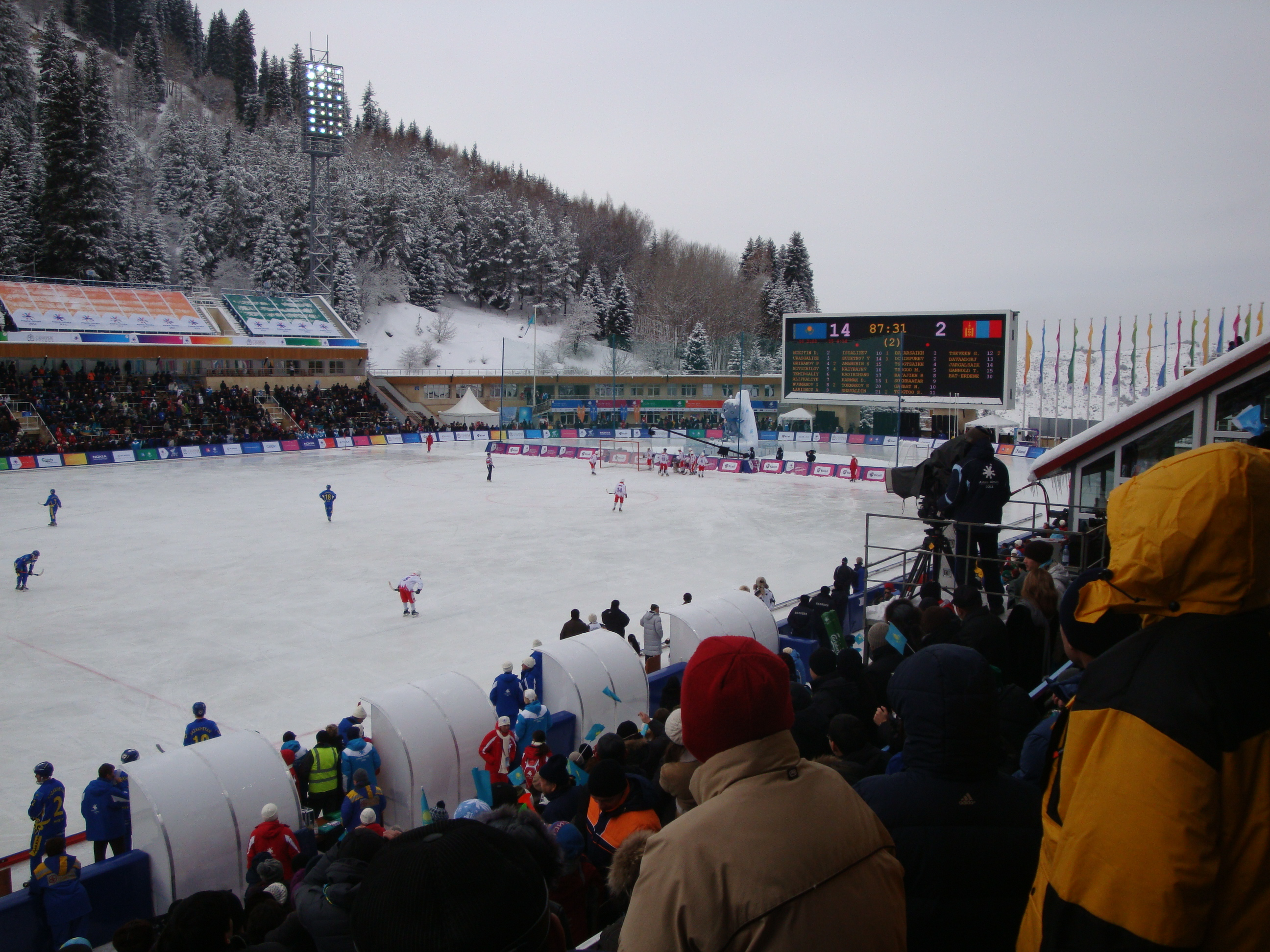
Aziatische Winterspelen 2011

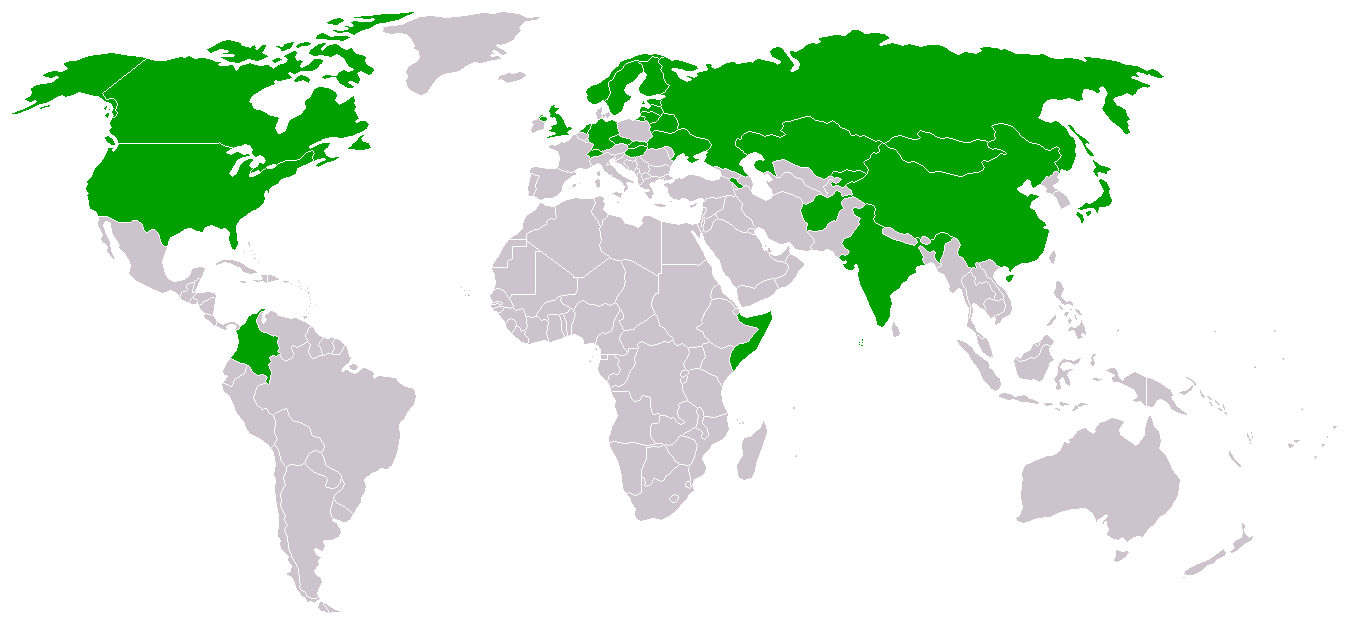
Kaart met de 32 landen die lid zijn van Federation of International Bandy.

Bandy is een balsport die op het ijs wordt gespeeld en is de voorloper van het ijshockey en veldhockey. Bandy wordt gespeeld op een grote ijsvloer, met 2 teams van 11 personen en een grote bandybal en sticks. Het veld is 90 tot 110 meter in de lengte, en 45 tot 65 meter breed. De sport wordt vooral gespeeld in het noorden van Europa en is populair in Zweden, Noorwegen, Finland en Rusland. De 32 bandylanden zijn verenigd in de Federation of International Bandy, waarin ook Nederland zit (Bandy Bond Nederland).

## Geschiedenis van het bandy in Nederland
In Engeland werd bandy al in de zeventiende eeuw gespeeld. Dit hockeyspel vond oorspronkelijk plaats op harde stranden of ijsvlakten. Later deed ook veldhockey zijn intrede. De regels en het aantal spelers van het spel varieerden enorm. In december 1890 bracht Pim Mulier, de vader van de voetbalsport in Nederland, een bezoek aan Engeland en zag hier sporters het bandyspel beoefenen. Enthousiast kwam hij terug in zijn woonplaats Haarlem en introduceerde hier bandy in de strenge winter van 1890-1891.
Ook in Amsterdam kwam een bandyteam op het ijs. Een jaar later werd daar de eerste Nederlandse  bandy- en veldhockeyclub opgericht. Friesland volgde met drie bandyclubs. De bandyspelers speelden buiten het ijsseizoen veldhockey.
De vonk sloeg ook over naar Den Haag. Hier werd in november 1897 de  Haagsche Hockey & Bandy Club (HHBC) opgericht. De Bredasche Hockey en Bandy Club (BH & BC Breda) werd opgericht in 1908. De eerste internationale bandywedstrijd werd gespeeld tussen Haarlem en Bury Fen Bandy Club.
Het Nederlandse bandy-elftal neemt regelmatig deel aan het WK bandy. De beste prestatie tot op heden was de zevende plaats, behaald in 1991.